# مدرسة الاستقلال
مدرسة الاستقلال الثانوية للبنين، مدرسة تابعة لوزارة التربية والتعليم في دولة قطر، تقع في الدوحة، تعد من أقدم المدارس في قطر، وقيل ان أمير دولة قطر، قد تخرج منها.[بحاجة لمصدر]

## وصلات داخلية
- قطر
- التعليم في قطر